# Едома (река)
Едома — река в России, протекает по Лешуконскому району Архангельской области. Устье реки находится в 207 км по левому берегу реки Мезень (у Едомы общая дельта с рекой Вашка). Длина реки составляет 28 км.
В нижнем течении у реки расположена деревня Едома.

## Данные водного реестра
По данным государственного водного реестра России, Едома относится к Двинско-Печорскому бассейновому округу. Водохозяйственный участок реки — Мезень от истока до водомерного поста у деревни Малонисогорская. Речной бассейн — Мезень.
Код объекта в государственном водном реестре — 03030000112103000046224.